# Henri Arends
Joseph Henri Arends (Maastricht, 8 mei 1921 – Lanaken, 6 augustus 1994) was een Nederlands dirigent.

## Levensloop

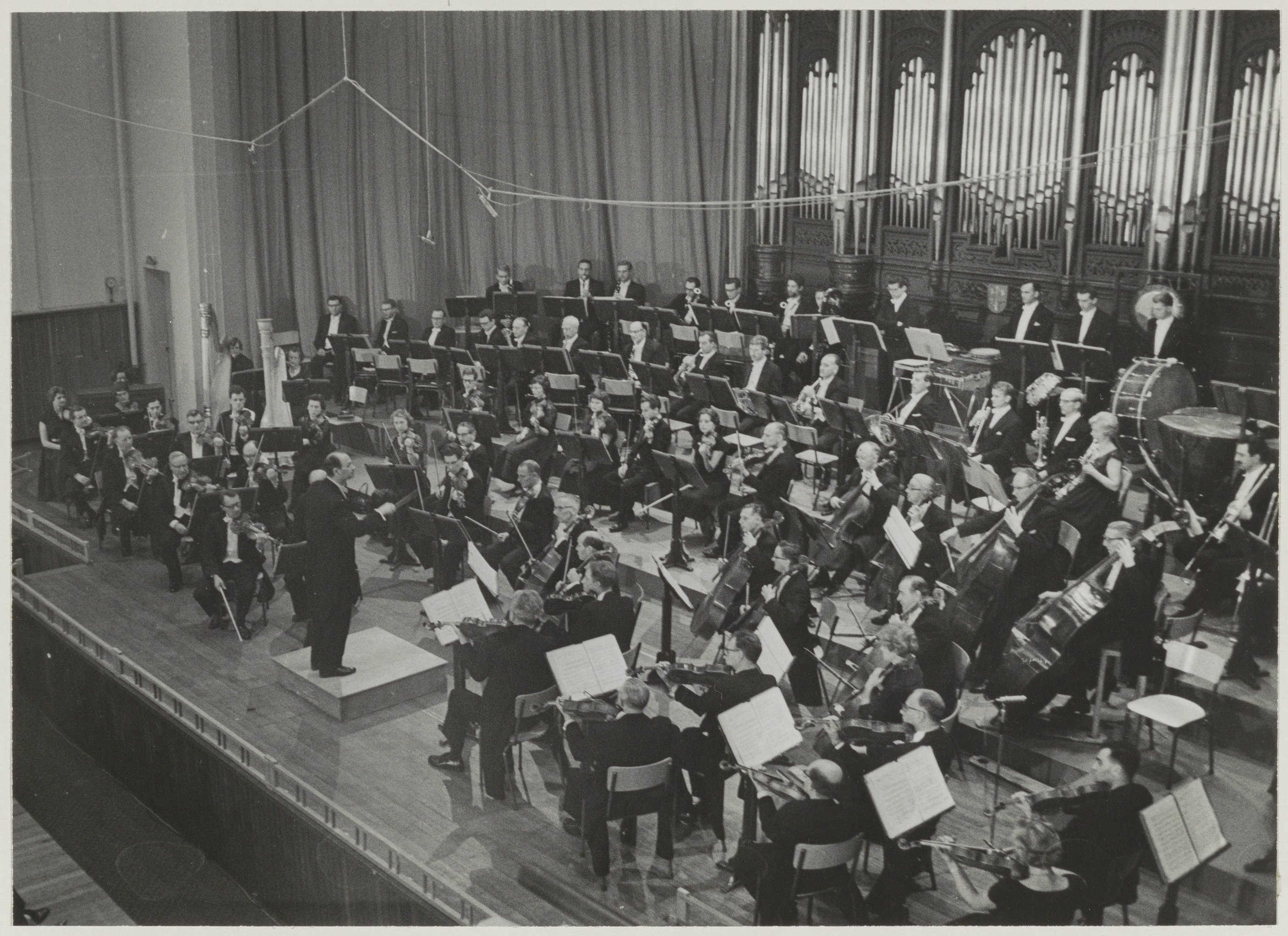
Arends met het Noordhollands Philharmonisch Orkest in het Concertgebouw (jaren 60)

Zijn opleiding genoot hij aan het Conservatorium Maastricht. Hij begon zijn carrière als violist en hij volgde in Siena een dirigentenopleiding onder leiding van Paul van Kempen en in Salzburg o.l.v. Carlo Zecchi en Herbert von Karajan.
Hij heeft als dirigent o.a. gewerkt met de Koninklijke Harmonie van Roermond, Koninklijke Harmonie van Thorn, het Philips Symfonie Orkest te Eindhoven en het Concertgebouworkest te Amsterdam en was van 1957 tot 1988 vaste dirigent van het Noordhollands Philharmonisch Orkest te Haarlem. Hij was ook bezig in de wereld van de amateuristische muziekbeoefening. Zo was hij van 1945 tot 1951 dirigent van de Koninklijke Harmonie "Lentekrans" Linne en van 1945 tot 1952 dirigent van de Koninklijke Harmonie van Thorn. Arends vervulde gastdirigentschappen in heel Europa en in de Verenigde Staten. Hij besteedde in Haarlem, anders dan zijn voorganger Toon Verhey, veel aandacht aan Franse componisten, maar ook aan nieuwe Nederlandse componisten, zoals Matthijs Vermeulen.
Hij was medeoprichter van onder andere het Hartewens Festival in de jaren 60/70. Hij heeft zich later gevestigd als dirigent en professor in Johannesburg en Pretoria.